# Celeste Plak
Celeste Elle Plak (Tuitjenhorn, 26 ottobre 1995) è una pallavolista olandese, schiacciatrice del Minas.

## Biografia
È la sorella maggiore del pallavolista Fabian Plak.

## Carriera

### Club
La carriera di Celeste Plak inizia nel 2008 nelle giovanili del De Boemel, mentre nel 2010 passa al Dinto, militando sempre nella formazione giovanili. Esordisce nella pallavolo professionistica nella stagione 2012-13 quando viene ingaggiata dall'Alterno, militante nel massimo campionato olandese, con cui vince una coppa nazionale e lo scudetto 2013-14.
Nella stagione 2014-15 si trasferisce in Italia, vestendo la maglia del Bergamo, in Serie A1, con cui vince la Coppa Italia 2015-16, venendo premiata anche come MVP. Per il campionato 2016-17 è ancora nel massimo campionato italiano, vestendo però la maglia dell'AGIL di Novara, dove resta per tre annate e con cui si aggiudica lo scudetto 2016-17, la Supercoppa italiana 2017, due Coppe Italia e la Champions League 2018-19.
Nella stagione 2019-20 difende i colori dell'Aydın BB, club militante nella Sultanlar Ligi turca: al termine dell'annata prende una pausa dalla pallavolo. Dopo una stagione di inattività, nel campionato 2021-22 si trasferisce nella V.League Division 1 giapponese, ingaggiata dal Victorina Himeji. Dopo due annate in Asia, nel campionato 2023-24 torna di scena nella massima divisione italiana, indossando la casacca del Roma Club; lascia il club capitolino già nel mese di novembre, per andare a disputare il resto dell'annata con il Beşiktaş, nella massima divisione turca. 
Nella stagione 2024-25 si trasferisce in Brasile, dove indossa la casacca del Minas, in Superliga Série A.

### Nazionale
Viene convocata nelle formazioni giovanili olandesi e nel 2012 entra a far parte del gruppo della nazionale maggiore, con cui vince la medaglia d'argento al campionato europeo 2015 e quella di bronzo al World Grand Prix 2016, bissando quindi l'argento al campionato europeo 2017; nella stessa competizione conquista il bronzo nell'edizione 2023.

## Palmarès

### Club
- Campionato olandese: 1

2013-14
- Campionato italiano: 1

2016-17
- Coppa dei Paesi Bassi: 1

2012-13
- Coppa Italia: 3

2015-16, 2017-18, 2018-19
- Supercoppa italiana: 1

2017
- Champions League: 1

2018-19

### Nazionale (competizioni minori)
- Montreux Volley Masters 2015

### Premi individuali
- 2016 - Coppa Italia: MVP